# Athetis pigra
Athetis pigra là một loài bướm đêm trong họ Noctuidae.